# نو تلسکوپ
نو تلسکوپ یک ستاره است که در صورت فلکی تلسکوپ قرار دارد.